# 霍洛威 (倫敦)
霍洛威是伊斯林頓倫敦自治市下的一個區域。根據2001年的人口普查，霍洛威共有人口11,214人，其中47%是男性，53%是女性。霍洛威是倫敦人口最稠密的地區之一，同時擁有非常多元的文化。

## 歷史
直到19世紀，這一地區還多是鄉村。但隨著倫敦范圍的擴大，霍洛威迅速發展起來。
在第二次世界大戰期間，霍洛威的部分地區由於靠近國王十字火車站而遭受了納粹德國的猛烈轟炸。

## 酋長球場
2006年，英超勁旅阿森納將自己的主場球場由已經使用93年的海布里球場搬到了在霍洛威新建的酋長球場。酋長球場可容納60,355名觀眾，是英超球場中僅次於曼聯主場老特拉福德球場的第二大球場，也是倫敦的第三大球場（僅次於溫布利球場和特威肯納姆體育場）。